# Кашина Години (Торино)
Кашина Години је насеље у Италији у округу Торино, региону Пијемонт.
Према процени из 2011. у насељу је живело 43 становника. Насеље се налази на надморској висини од 350 м.